# يوهان بوليك
يوهان بوليك (بالفرنسية: Yohann Boulic)‏ (5 مايو 1978 ببريست في فرنسا - ) هو لاعب كرة قدم فرنسي في مركز حراسة المرمى. شارك مع منتخب بريتاني لكرة القدم. أما مع النوادي، فقد لعب مع نادي بريست ونادي كونكارنو ونادي كويمبيريوس.

## وصلات خارجية
- يوهان بوليك على موقع قاعدة بيانات كرة القدم.إي يو (الإنجليزية)